# Catane (okręg Dolj)
Catane – wieś w Rumunii, w okręgu Dolj, w gminie Catane. W 2011 roku liczyła 1074 mieszkańców.